# Camphorosmeae
Camphorosmeae ist die einzige Tribus der Unterfamilie Camphorosmoideae innerhalb der Familie der Fuchsschwanzgewächse (Amaranthaceae). Früher wurden sie zur Familie der Gänsefußgewächse (Chenopodiaceae) gestellt.

## Beschreibung

### Vegetative Merkmale
Die Arten der Camphorosmoideae sind meist Zwergsträucher oder einjährige krautige Pflanzen (selten ausdauernde krautige Pflanzen) mit abstehenden oder aufsteigenden Zweigen. Die Pflanzen sind meist mehr oder weniger dicht mit anliegenden oder abstehenden Haaren bedeckt. Die wechselständigen Laubblätter sind oft fleischig (sukkulent), nur bei einigen einjährigen Arten kommen dünne, flache Blätter vor.

### Generative Merkmale
Die unauffälligen Blüten sitzen einzeln oder zu zweit bis dritt in den Achseln der Tragblätter. Kennzeichnend für diese Unterfamilie ist das Fehlen von Vorblättern (Brakteolen). 
Die Blüten sind meist zwittrig. Die Blütenhülle besteht aus (drei bis) fünf häutigen oder trockenhäutigen Tepalen, die im unteren Teil oft auf ein Fünftel bis vier Fünftel ihrer Länge miteinander verbunden sind. Die vier bis fünf Staubblätter sind am Grunde in einem Diskus vereinigt. Die Staubbeutel tragen keine Anhängsel, sie ragen meist aus der Blüte heraus. Die Pollenkörner unterscheiden sich von den sonst ähnlichen Salsoloideae durch größeren Durchmesser und zahlreichere, kleinere Poren mit weniger Dörnchen. Der horizontale (seltener vertikale) Fruchtknoten enthält nur eine Samenanlage, einen deutlichen Griffel und zwei fadenförmige Narben, die auf der ganzen Oberfläche mit Papillen bedeckt sind.
Die Frucht wird häufig von der überdauernden Blütenhülle umschlossen. Oft erfahren die Blütenhüllblätter zur Fruchtzeit mannigfaltige Umgestaltungen: sie können sich vergrößern, Anhängsel in Form von Flügeln, Dornen oder Knoten entwickeln, oder auch fleischig oder holzig werden. Der Same mit dünner Samenschale enthält einen ringförmigen oder gefalteten Embryo, der das rudimentäre zentrale Nährgewebe (Perisperm) umgibt.

## Physiologie

### Photosyntheseweg
Die Arten der Chenolea-Gruppe und der großen Sclerolaena-Gruppe sind C3-Pflanzen, während die Arten der Bassia/Camphorosma-Gruppe C4-Pflanzen sind, bis auf eine C3/C4-intermediäre Art.

## Verbreitung und Evolution
Das Hauptverbreitungsgebiet der Camphorosmoideae umfasst Australien (mit etwa 147 Arten) sowie die gemäßigten und subtropischen Zonen der Nordhalbkugel. In Eurasien und Nordafrika kommen etwa 27 Arten vor, in Südafrika drei Arten und in Nordamerika zwei Arten. Wenige Arten sind weltweit verbreitet. 
Die Arten besiedeln unterschiedliche Lebensräume, von Küsten, Salzmarschen und Halbwüsten im Mittelmeerklima bis zu Steppen und Halbwüsten in Klimazonen mit Sommerregen, von der Sahara bis zu den Hochgebirgen Zentralasiens. Häufig wachsen sie an trockenen, salzigen oder gestörten (ruderalen) Stellen.
Die Camphorosmeae entfalteten sich seit dem Frühen Miozän vermutlich aus halophytischen Pflanzen, welche an Küsten in warm-temperierten Klima wuchsen. Als Überbleibsel einer frühen Entwicklungslinie werden die Arten der Chenolea-Clade angesehen. 
Die Camphorosmeae breiteten sich von Eurasien nach Australien, Nordamerika und mindestens zweimal nach Südafrika aus. Während die Australischen Linien sich in sehr viele Arten auffächerten, blieben die anderen Linien artenarm. 

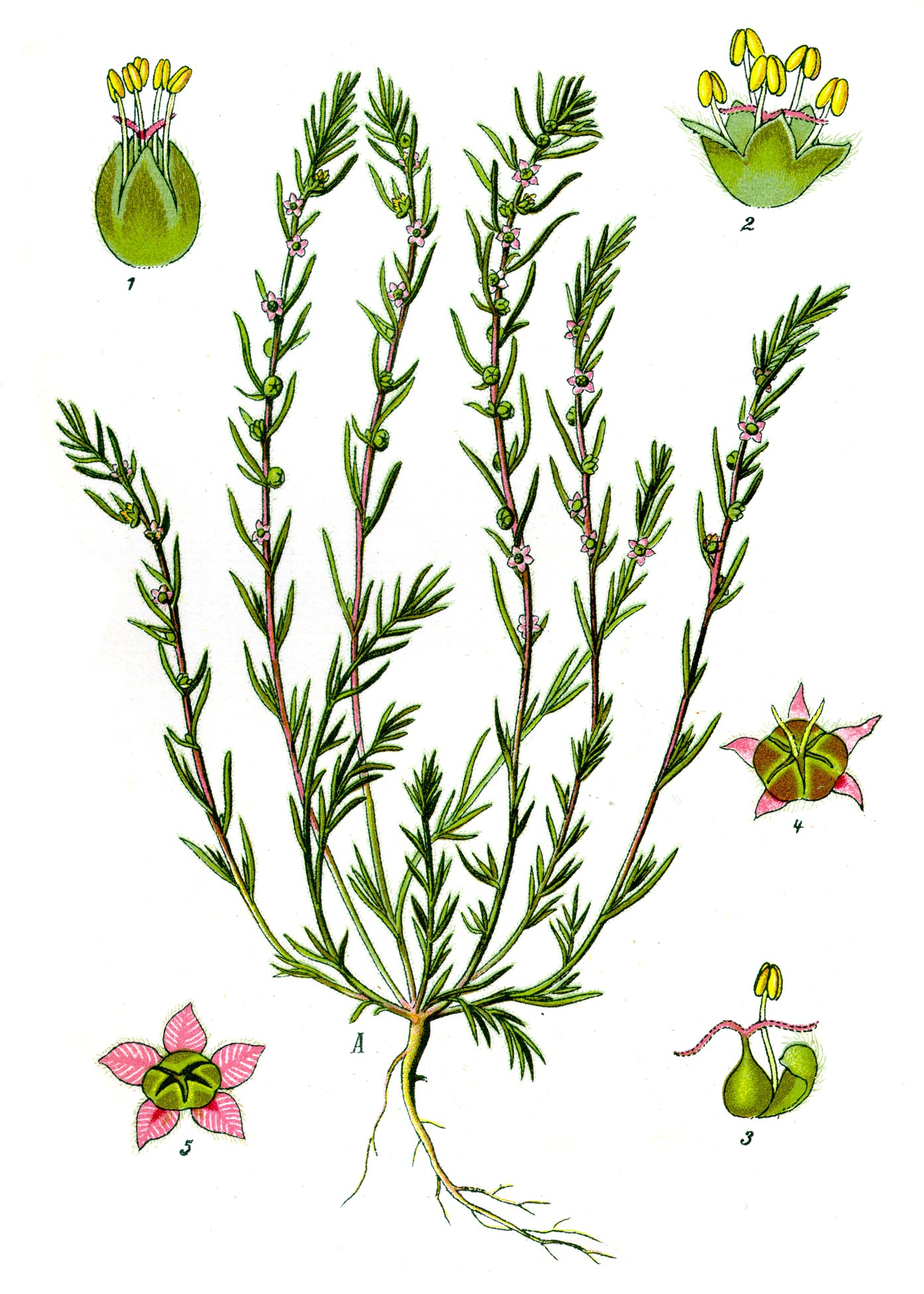
Illustration der Sand-Radmelde (Bassia laniflora).

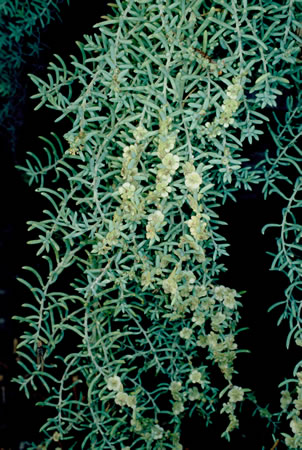
Eokochia saxicola

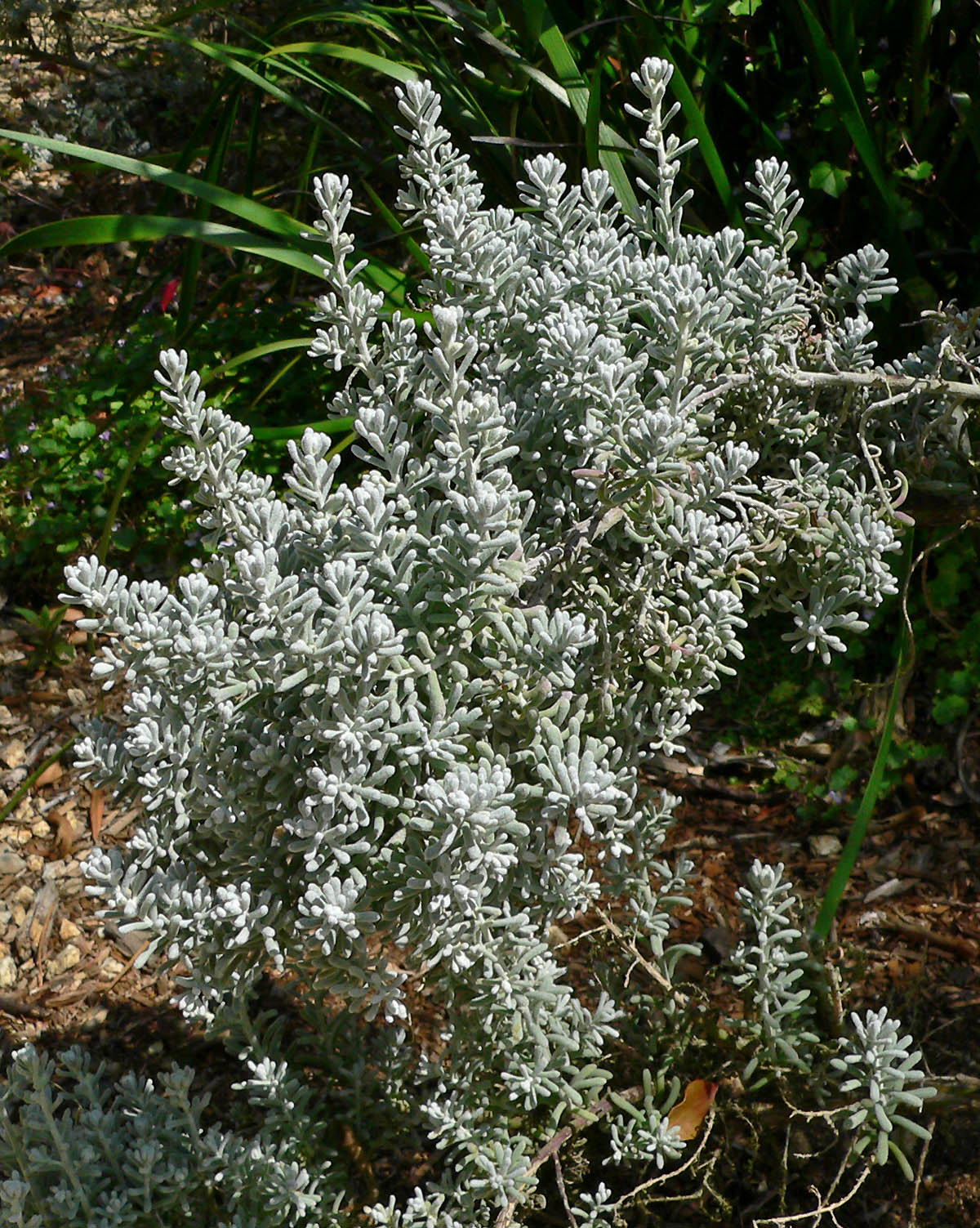
Maireana sedifolia

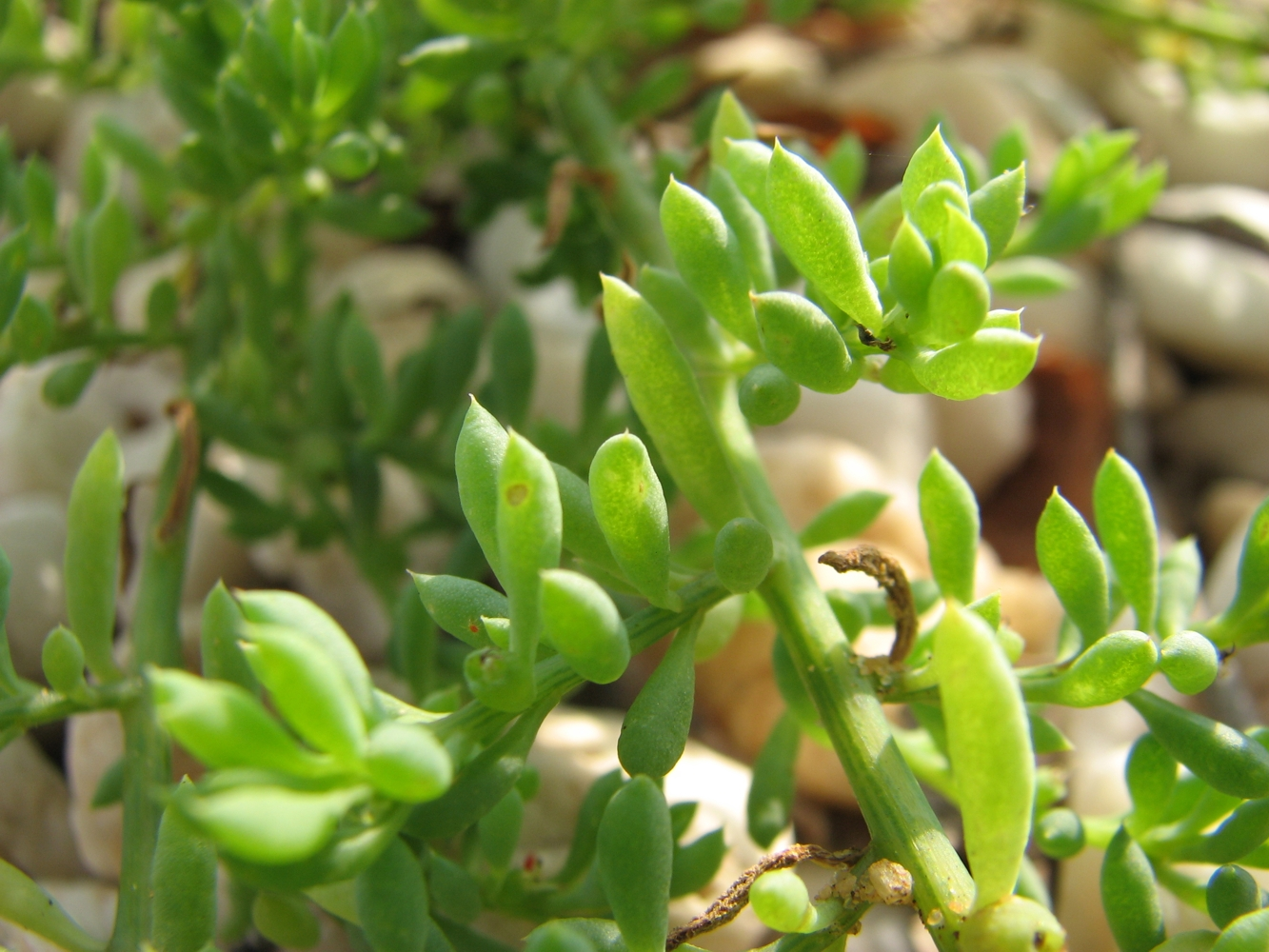
Threlkeldia diffusa

## Systematik
Das Taxon Camphorosmeae wurde 1837 von Stephan Ladislaus Endlicher aufgestellt, als ein Untertribus innerhalb der Chenopodieae. Alfred Moquin-Tandon betrachtete die Sippe 1840 als Tribus. Christian Luerssen erhob sie 1880 in den Rang einer Unterfamilie (als "Camphorosmeae"), die korrekte Schreibweise Camphorosmoidae wurde 1978 von Andrew John Scott verwendet.
Phylogenetische Untersuchungen der Camphorosmeae durch Kadereit & Freitag 2011 ergaben, dass die bisherige Einteilung der Sippe nicht den verwandtschaftlichen Beziehungen entsprach. Insbesondere die Gattungen Kochia und Bassia erwiesen sich als stark polyphyletisch. Einige ehemalige Kochia- beziehungsweise Bassia-Arten werden daher jetzt als eigene Gattungen Eokochia, Spirobassia, Grubovia und Sedobassia aufgefasst. 
Die australischen Arten der Camphorosmeae bilden eine relativ junge Gruppe, die sich noch im Prozess der Artbildung befindet. Erschwert wird die Einteilung zusätzlich, weil mehrere Arten miteinander Hybride bilden. In phylogenetischen Untersuchungen durch Cabrera et al. 2009 zeigten die bisherigen Gattungen keine klare Abgrenzung. Neobassia, Threlkeldia und Osteocarpum verdienen wohl nicht den Rang einer eigenen Gattung und sollten zu Sclerolaena gruppiert werden. Ebenso sollte Enchylaena zu Maireana gestellt werden. Die artenreichen Gattungen Sclerolaena und Maireana sind polyphyletisch, hier sind weitere Untersuchungen erforderlich. 
Die Unterfamilie Camphorosmoideae enthält nur die Tribus Camphorosmeae mit etwa 20 Gattungen und etwa 179 Arten:
- Tribus Camphorosmeae (Syn. Maireaneae A.J.Scott, Sclerolaeneae A.J.Scott):
  - Bassia/Camphorosma-Clade: Sie ist weit verbreitet in Eurasien und im südlichen Afrika:
    - Radmelden (Bassia All., Syn.: Kochia Roth, Londesia Fisch. & C.A. Mey., Panderia Fisch. & C.A. Mey., Kirilowia Bunge, Chenoleioides (Ulbr.) Botsch.): Mit etwa 20 einjährigen und halbstrauchigen Arten, vom westlichen Mittelmeergebiet bis Ost-Asien heimisch, als eingeführte Arten auch in Amerika und Nordeuropa verbreitet. In Deutschland kommen zwei Arten vor:
      - Sand-Radmelde (Bassia laniflora (S.G.Gmel.) A.J.Scott)
      - Besen-Radmelde (Bassia scoparia) (L.) A.J.Scott

    - Camphorosma L.: Mit vier Arten vom westlichen Mittelmeergebiet bis Zentralasien.
      - Camphorosma annua Pall.: Sie ist einjährig und kommt von Ungarn bis zur östlichen Ukraine vor.
      - Camphorosma lessingii Litv.: Sie ist ein Halbstrauch und kommt von Transkaukasien bis nach Süd-Sibirien vor.
      - Camphorosma monspeliaca L.: Sie ist ein Halbstrauch und kommt von West-Europa bis nach Süd-Sibirien vor.
      - Camphorosma songorica Bunge: Sie ist einjährig und kommt von der unteren Wolga bis nach Zentralasien vor.

    - Sedobassia Freitag & G.Kadereit: Mit der einzigen Art: 
      - Sedobassia sedoides (Pall.) Freitag & G.Kadereit (Syn.: Bassia sedoides (Pall.) Asch.): Sie ist einjährig und kommt von Ungarn bis Sibirien vor.

  - Chenolea-Clade: Mit einem disjunkten Verbreitungsgebiet mit vier Gattungen und etwa fünf Arten:
    - Chenolea Thunb.: Mit der einzigen Art:
      - Chenolea diffusa Thunb.: Sie ist ein Halbstrauch und ist im südlichen Afrika beheimatet.

    - Eokochia Freitag & G.Kadereit: Mit der einzigen Art:
      - Eokochia saxicola (Guss.) Freitag & G.Kadereit (Syn.: Kochia saxicola Guss.): Sie ist ein Halbstrauch und kommt nur an den Küsten der Mittelmeerinseln Ischia, Capri und Stromboli vor.

    - Neokochia (Ulbr.) G.L.Chu & S.C.Sand.: Mit zwei Arten in Nordamerika:
      - Neokochia americana (S.Watson) G.L.Chu & S.C.Sand. (Syn.: Kochia americana S.Watson): Sie wächst als Halbstrauch im südwestlichen Nordamerika
      - Neokochia californica (S.Watson) G.L. Chu & S.C. Sand.: Sie wächst als Halbstrauch im südwestlichen Nordamerika

    - Spirobassia Freitag & G.Kadereit: Mit der einzigen Art:
      - Rauhaarige Dornmelde (Spirobassia hirsuta (L.) Freitag & G.Kadereit, Syn.: Bassia hirsuta (L.) Asch.): Sie ist eine einjährige Pflanze und kommt vom nördlichen Mittelmeergebiet bis Süd-Sibirien vor, auch in Deutschland.

  - Sclerolaena-Clade: 
    - Grubovia-Subclade: Mit drei Arten in Zentralasien:
      - Grubovia Freitag & G.Kadereit: 
        - Grubovia dasyphylla (Fisch. & C.A.Mey.) Freitag & G. Kadereit (Syn. Bassia dasyphylla (Fisch. & C.A.Mey.) Kuntze): Sie ist eine einjährige Pflanze und kommt von Ost-Kasachstan bis zur Mongolei vor.
        - Grubovia krylovii (Litv.) Freitag & G. Kadereit (Syn. Kochia krylovii Litv.): Sie ist eine einjährige Pflanze und kommt im Altai-Gebirge und der Mongolei vor.
        - Grubovia melanoptera (Bunge) Freitag & G.Kadereit (Syn. Kochia melanoptera Bunge): Sie ist eine einjährige Pflanze und kommt vom Tienschan-Gebirge bis zur Mongolei vor.

    - Sclerolaena-Subclade: Mit etwa 147 Arten in Australien: 
      - Didymanthus Endl.: Mit der einzigen Art:
        - Didymanthus roei Endl.: Sie kommt in Australien vor.

      - Dissocarpus F.Muell.: Mit etwa vier Arten in Australien.
      - Enchylaena R.Br.: Mit etwa zwei Arten in Australien. Diese Gattung sollte nach phylogenetischen Untersuchungen von Cabrera 2009 zu Maireana gestellt werden. Hierher gehört:
        - Enchylaena tomentosa R.Br.

      - Eremophea Paul G.Wilson: Mit etwa zwei Arten in Australien.
      - Eriochiton (R.H.Anderson) A.J.Scott: Mit der einzigen Art:
        - Eriochiton sclerolaenoides (F.Muell.) F.Muell. ex A.J.Scott: Sie kommt in Australien vor.

      - Maireana Moq.: Mit etwa 57 Arten in Australien. Diese Gattung ist polyphyletisch.
      - Malacocera R.H.Anderson: Mit etwa vier Arten in Australien.
      - Neobassia A.J.Scott: Mit zwei Arten in Australien. Diese Gattung sollte nach phylogenetischen Untersuchungen von Cabrera 2009 zu Sclerolaena gestellt werden.
      - Osteocarpum F.Muell.: Mit etwa fünf Arten in Australien. Diese Gattung sollte nach phylogenetischen Untersuchungen von Cabrera 2009 zu Sclerolaena gestellt werden.
      - Roycea C.A.Gardner: Mit etwa drei Arten in Australien.
      - Sclerolaena R.Br. (inklusive Sclerochlamys F.Muell., Stelligera A.J.Scott): Mit etwa 64 Arten in Australien. Diese Gattung ist polyphyletisch.
      - Threlkeldia R.Br.: Mit etwa zwei Arten in Australien. Diese Gattung sollte nach phylogenetischen Untersuchungen von Cabrera 2009 zu Sclerolaena gestellt werden.

## Wirtschaftliche Bedeutung
Einige Arten sind von begrenzter wirtschaftlicher Bedeutung. Bassia scoparia var. trichophylla wird als Zierpflanze ("Sommerzypresse") kultiviert. Bassia prostrata wird zunehmend zur Verbesserung von Weideland und Phytosanierung eingesetzt. Bassia indica und Bassia scoparia werden als Futterpflanzen genutzt. Camphorosma monspeliaca ist eine traditionelle Heilpflanze.